# 豆腐百珍
《豆腐百珍》（日语：／ Tōfu Hyakuchin */?）是日本江户时代后期出版的一本食谱，作者姓名不詳，只知筆名為醒狂道人何必醇，不过后世普遍认为作者为曾谷學川:42，并由大坂的春星堂藤原善七郎在天明二年（1782年）出版。全书记载了江户时代100种以豆腐为原材料制作的料理。

## 內容
作者将豆腐料理按照普遍程度分为以下六类介绍，其中前三类在日常生活中较为常见，而后三类则风格独特，分别是：
- 尋常品：在几乎所有的日本家庭都很常见的豆腐料理，如飞龙头（日语：がんもどき）。
- 通品：煮法较容易的料理，如祇園豆腐（日语：祇園豆腐）。
- 佳品：较之通品在风味、外观上更胜一筹的菜品，如加入白味噌烹制的豆腐。
- 奇品：可以令饕客大开眼界，如“玲珑豆腐”。
- 妙品：在风味、外观上更胜“奇品”一筹，如“石烧豆腐”。
- 絕品：拥有独特风味，罕见且摆盘工整的料理，如“汤奴”（湯やっこ）[3]。

而其介绍的豆腐料理的烹饪方法则涵盖蒸、酿、煎、炸、串烧、冷盘、上汤、甜晶糕饼等:42，其中味噌田乐就有14种。在全书中，作者亦强调发挥豆腐以外的配料对食欲的刺激作用:116。而在书本的结尾，作者也收录了一些有关豆腐的轶闻趣事和文学作品:42。

## 影响
《豆腐百珍》在出版发行后得到读者好评，以后更有《豆腐百珍续篇》、《豆腐百珍余录》等问世，在日本引起了豆腐料理热潮，也引起了料理界追求“百珍”的热潮，文人纷纷效仿《豆腐百珍》出版了《甘薯百珍》、《蒟蒻百珍》等食谱。据称作家谷崎润一郎还品尝了《豆腐百珍》中所有的料理，更于1950年自行整理修订了现代版的《豆腐百珍》:43。

## 引用
1. 1 2 3 4  张久全; 孟焱. . 《台州学院学报》. 2018, 40 (4): 42–43. doi:10.13853/j.cnki.issn.1672-3708.2018.04.009. CNKI TZXB201804009.
2. 1 2  . .   [2024-07-09]. （原始内容存档于2021-10-19） （日语）.
3. 1 2   (PDF). : 9–10.   [2024-07-09]. （原始内容 (PDF)存档于2020-11-26） （日语）.
4. ↑  . NHK.   [2024-07-09] （日语）.
5. ↑  橋本周子.  . . 2017-12-01, (27): 109–119. doi:10.14993/00001205 （日语）.
6. ↑  日本大百科全書. . Kotobank.   [2024-07-09] （日语）.
7. ↑  . . 岛根县松江市: 山陰中央新報社. 2022-10-24  [2024-07-09]. （原始内容存档于2024-07-09） （日语）.

## 延伸阅读
- 曽谷学川; 福田浩.  . 東京都東村山市: 教育社. 1988. ISBN 9784315506846. OCLC 1435809044 （日语）.
- 福田浩; 杉本伸子; 松藤庄平; 游韻馨 译. . 台北市: 馬可孛羅文化出版. 2023. ISBN 9786267356067. OCLC 1406102709.